# Anne Wilkinson
Anne Wilkinson (previamente: Hails), es un personaje ficticio de la serie de televisión australiana Neighbours, interpretado por la actriz Brooke Satchwell del 19 de noviembre de 1996 hasta el 5 de abril de 2000.